# Польский институт
Польский институт (пол. Instytut Polski) — общее название польских государственных учреждений, занимающихся популяризацией польского языка и современной польской культуры за рубежом, международным культурным сотрудничеством, публичной дипломатией и улучшением имиджа Польши.

## Деятельность
Польские институты действуют на основании международных соглашений, организационно подчинены Министерству иностранных дел Польши и связаны с дипломатическим представительством Польши в стране нахождения. Как правило, имеют до десяти сотрудников во главе с директором.
Конкретные организации на иностранном языке могут иметь разные названия: «польский институт», «польский культурный центр», иногда считаются культурным отделом посольства.
Институты сотрудничают с польскими государственными и негосударственными культурными учреждениями, например, Польским институтом кинематографического искусства, Институтом книги, Театральным институтом им. Збигнева Рашевского, Институтом Фредерика Шопена, Институтом Адама Мицкевича.
Основным направлением деятельности является организация мероприятий, приглашение представителей польской культуры, посредничество в культурных обменах и содействие сотрудничеству, а также образовательная деятельность в сфере польского языка.
Польские институты не занимаются взаимодействием с польской диаспорой и не выполняют консульских функций.

## Распространение
Сеть польских институтов охватывает важнейшие страны, с которыми Польша поддерживает активный культурный обмен.
В России действуют польские институты в Москве (как Польский культурный центр, открыт в 1988 году) и в Санкт-Петербурге (с 2000 года).
Польские институты есть в Вильнюсе, Минске, Киеве и Тбилиси, а также в Белграде, Берлине, Брюсселе, Братиславе, Будапеште, Бухаресте, Вене, Дюссельдорфе, Лондоне, Нью-Дели, Нью-Йорке, Мадриде, Париже, Пекине, Праге, Риме, Софии, Стокгольме, Тель-Авиве и Токио.